# 피지에이 투어 법인 대 마틴 소송
‘피지에이 투어 법인 대 마틴’ (번호00-24) 연방 532번 661쪽에서, 연방 대법원은 다음과 같이 판결했는데 그것은 미국 장애인법 제3편이, 그것의 분명한 용어에 의해, 케이시 마틴에게서 그것의 투어들에의 동등한 접근권을 제한하지 못 하도록 피지에이를 통제한다는 것인데 그의 장애(그로 하여금 골프 코스들을 걸어다니지 못 하도록 하는 퇴행성 순환 장애)에 기반해서 제한하지 못 하도록 그런다는 것이고 걷기 규칙에도 불구하고, 골프 손수레를 사용하도록 마틴에게 허용하는 것은, 게임의 “원리를 근본적으로 바꿀” 뜯어 고침이 아니라는 것이다.